# Rodrigo Canosa
Rodrigo Canosa Martínez (San Jacinto, 18 settembre 1988) è un ex calciatore uruguaiano, di ruolo difensore.